# Biserica Sfinții Trei Ierarhi din Slănic
Biserica Sfinții Trei Ierarhi din Slănic este un monument istoric aflat pe teritoriul orașului Slănic. În Repertoriul Arheologic Național, monumentul apare cu codul 131586.02.01.